# 马思忠
马思忠（1931年—2010年），男，回族，宁夏西吉人，中华人民共和国政治人物。

## 生平
马思忠是宁夏西吉县沙沟乡沙沟村人。早年参加反蒋起义，失败后率部投奔中共，参加陇东边区回民骑兵团，历任中共固原县委副书记兼固原县县长。1981年，当选中共宁夏回族自治区党委常委、自治区副主席。1988年，当选自治区人大常委会主任。